# USS Monterey (CVL-26)
Pour les autres navires du même nom, voir USS Monterey et USS Dayton.
L’USS Monterey (CVL-26) est un porte-avions léger de l'United States Navy mis en service pendant la Seconde Guerre mondiale.

## Histoire
Le bâtiment fut construit dans le chantier naval New York Shipbuilding à Camden dans le New Jersey. Il fut mis en chantier sous le nom de Dayton (classe Cleveland, CL-78) le 29 décembre 1941. Tout comme huit autres navires de cette classe, il fut décidé de le convertir en porte-avions léger lors de la construction ; ces navires formèrent ainsi la classe Independence. Le navire fut reclassé CV-26 en mars 1942 et son nom devint Monterey en avril 1942. Il est mis à flot le 28 février 1943 et mis en service le 17 juin 1943 sous le commandement du capitaine Lestor T. Hundt.

### Seconde Guerre mondiale
Le Monterey est reclassé CVL-26 le 15 juillet 1943 juste après son entrée en service. Il quitte alors Philadelphie pour l'ouest de l'océan Pacifique. Il atteint les Îles Gilbert le 19 novembre 1943 pour aider à la sécurisation de l'atoll de Butaritari. Il participe aux attaques contre Kavieng en Nouvelle-Irlande le 25 décembre et aide au débarquement à Kwajalein et Eniwetok jusqu'au 8 février 1944. Ensuite, il se joint à la Task Force 38 durant le raid des îles Carolines, des îles Mariannes et de l'archipel d'Ogasawara entre février et juillet 1944. Il participe à la bataille de la mer des Philippines les 29 et 30 avril.
Le Monterey rentre alors à Pearl Harbor pour se faire réviser. Il repart le 29 août et participe aux combats le 3 septembre au niveau de Wake. Il rejoint à nouveau la Task Force 38 pour des combats au sud des Philippines et près des Îles Ryūkyū. Il reste dans la zone des Philippines d'octobre à décembre 1944 pour aider à la conquête des îles de Leyte et de Mindoro.
Bien que le porte-avions n'ait jamais été touché par des avions ennemis durant sa première année de combats, il fut toutefois endommagé par les vents violents du typhon Cobra. La tempête tropicale dura deux jours et plusieurs avions se déplacèrent dans le hangar de garage et causèrent un incendie. Trois hommes sont tués et 34 blessés tandis que 18 avions sont perdus. Durant la tempête, le futur Président américain Gerald Ford, alors lieutenant à son bord, faillit passer par-dessus bord. Lui et ses hommes combattirent le feu durant toute la nuit.
Le Monterey arriva à Bremerton (Washington) pour révision en janvier 1945. Il rejoint ensuite la Task Force 58 pour aider les opérations à Okinawa. Des raids aériens furent lancés contre les îles Nansei Shoto et Kyūshū du 9 mai au er juin. Il rejoint ensuite la Task Force 38 pour l'assaut final contre Honshū et Hokkaidō du 1er juillet au 15 août.

### Après guerre
Le Monterey quitta les eaux japonaises le 7 septembre 1945 en embarquant des troupes à Tokyo. Durant la guerre, le navire obtint un tableau de chasse impressionnant. Ses avions coulèrent cinq navires de guerre ennemis et détruisirent de nombreux ensembles industriels du Japon. Il fut mis à contribution durant l'opération Magic Carpet qui permit à des millions de soldats américains d'être ramenés aux États-Unis. Il réalisa ainsi plusieurs voyages entre Naples et Norfolk. Le navire fut ensuite retiré du service et placé dans la réserve de la flotte de l'Atlantique.

### Corée
À la suite du déclenchement de la Guerre de Corée, le Monterey fut remis en service le 15 septembre 1950. Il quitta Norfolk le 3 janvier 1951 et se rendit à Pensacola (Floride) où il navigua durant quatre ans pour entraîner des milliers de jeunes aviateurs de la Navy. Du 1er au 11 octobre 1954, il participa à une mission de sauvetage au Honduras. Le 9 juin 1955, il quitta Pensacola pour rejoindre la flotte de réserve. Il fut définitivement désarmé le 16 janvier 1956. Il fut vendu et envoyé à la casse en mai 1971.